# In Concert: Live at Philharmonic Hall
In Concert: Live at Philharmonic Hall è un doppio album live di Miles Davis registrato il 29 settembre 1972 alla Philharmonic Hall, New York, U.S.A.. L'album è caratterizzato dal genere Jazz fusion, Funk con strumenti elettrici, tipico di quel periodo, quando Miles Davis sperimentava continuamente con cambi di direzione musicale e con continui cambi di formazioni durante i concerti, a tal proposito basti ricordare che Davis reclutava ogni anno giovani sconosciuti e li portava in studio e in giro per il mondo a suonare musica definita jazz-rock-fusion. L'album è stato registrato durante il tour di On The Corner.

## Tracce
Disco 1: "FOOT FOOLER" IN CONCERT, PARTS 1 & 2
| Tracce | Titolo canzoni          | Durata |
| ------ | ----------------------- | ------ |
| 1.     | Rated X                 | 12:16  |
| 2.     | Honky Tonk              | 9:18   |
| 3.     | Theme from Jack Johnson | 10:12  |
| 4.     | Black Satin/The Theme   | 14:14  |

Disco 2: "SLICKAPHONICS" IN CONCERT, PARTS 3 & 4:
| Tracce | Titolo canzoni      | Durata |
| ------ | ------------------- | ------ |
| 1.     | Ife                 | 27:53  |
| 2.     | Right Off/The Theme | 10:30  |

## Formazione
- Miles Davis – tromba elettrica con Wah Wah
- Carlos Garnett – sax soprano, sax tenore
- Cedric Lawson - piano elettrico, sintetizzatore
- Reggie Lucas – chitarra elettrica
- Khalil Balakrishna - Sitar elettrica
- Michael Henderson – basso elettrico
- Al Foster – batteria
- Badal Roy - Tabla
- James Mtume – percussioni